# Læsø
Læsø es la isla más grande del estrecho del Kattegat, en el mar del Norte, perteneciente a Dinamarca, y está localizada a 19 km de la costa nordeste de la península de Jutlandia. Læsø es también el nombre del municipio existente en esa isla. La principal localidad y sede del concejo municipal es Byrum.
Un ferry conecta Vesterø Havn con la ciudad de Frederikshavn, en la península de Jutlandia.

## El municipio de Læsø
El municipio pertenece a la región administrativa de Jutlandia Septentrional, al norte del país. Es el municipio menos poblado de Dinamarca y uno de los más pequeños. Cubre un área de 114 km² y alberga una población de 1.897 habitantes (2012). Su alcalde es Thomas W. Olsen, candidato de una lista local.
Læsø se convirtió en municipio en 1970, y permaneció independiente pese a la reforma territorial de 2007, que afectó a la mayoría de los municipios daneses y redujo la cantidad de estos. Sin embargo, dada su escasa población, entró en un acuerdo con el municipio de Frederikshavn para que este asumiera ciertas funciones de su administración.

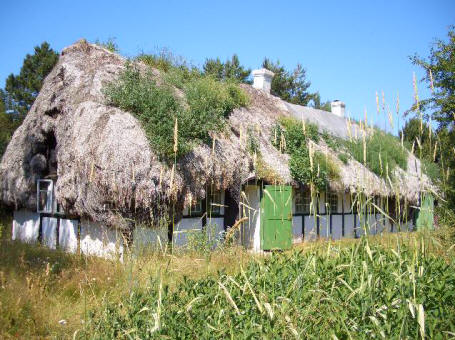
Casa típica en Læsø.

## La isla
Junto con Anholt, Læsø pertenece al "cinturón desértico" danés, que hace referencia a las escasas precipitaciones en los meses de verano.
Durante la Edad Media la isla fue famosa por su industria de sal (véase Historia de la sal).
Según la mitología nórdica, la isla es la morada del gigante Ægir y el lugar en el que los dioses (Æsir) celebraban sus banquetes.

## Localidades
Læsø es el municipio menos poblado de Dinamarca, con 1.897 habitantes en 2012. Tiene 3 localidades urbanas (byer), en las cuales residen 1.129 habitantes. Un total de 768 personas vive en alguna localidad rural (localidades con menos de 200 habitantes).
| Localidades más pobladas de Læsø |              |                  |
| N.º                              | Localidad    | Población (2012) |
| 1                                | Byrum        | 451              |
| 2                                | Vesterø Havn | 390              |
| 3                                | Østerby Havn | 288              |